# Kanterkaas

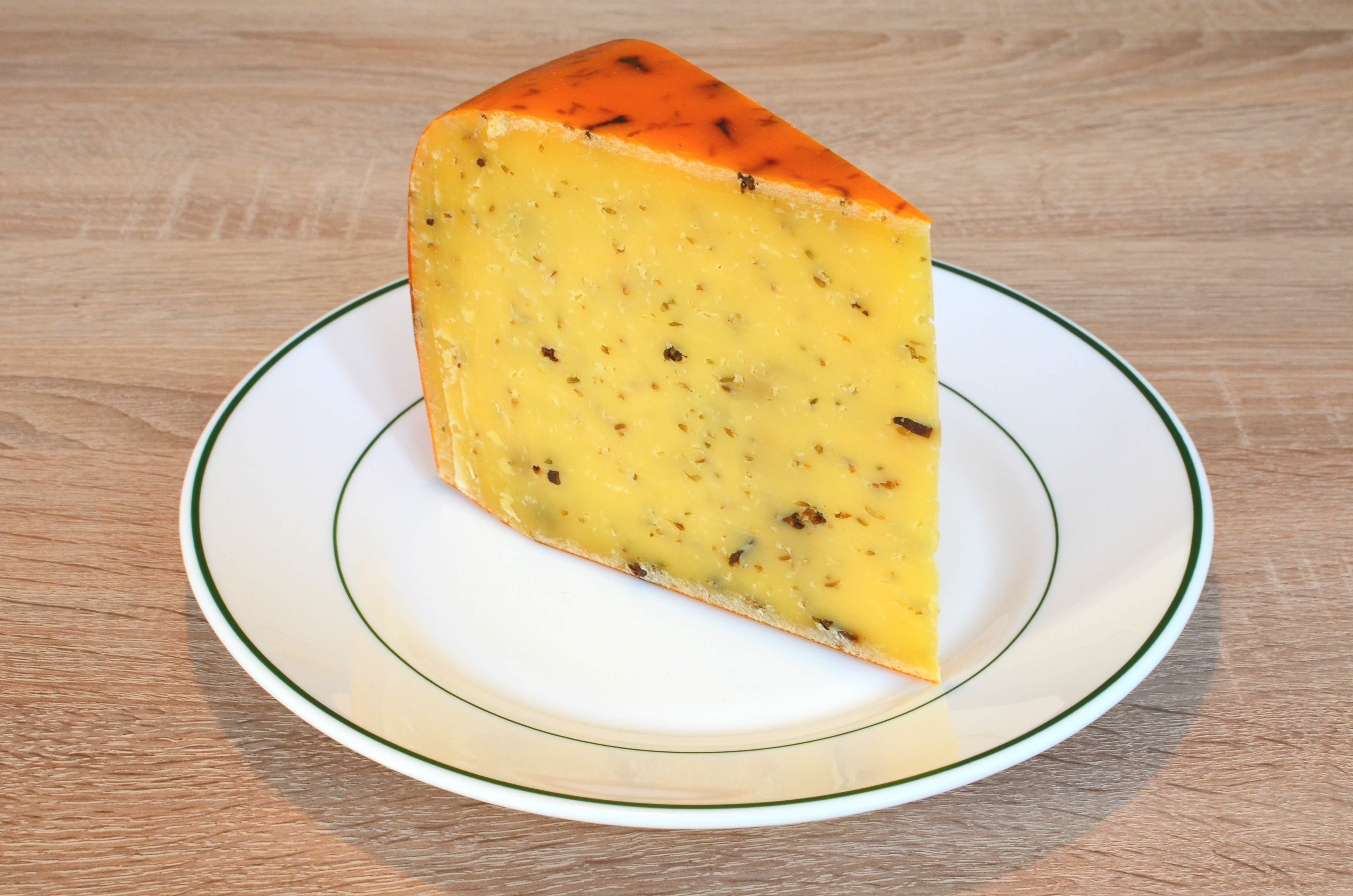
Queso Kanternagelkaas, con clavos añadidos.

Kanterkaas, Kanternagelkaas, Kanterkomijnekaas es la denominación de origen de un queso de los Países Bajos, protegida a nivel europeo. Se elabora en Frisia y Westerkwartier. 
Se trata de un queso duro, que puede tener además añadido clavo o comino. Tiene forma de cilindro plano, un lado formando un borde cortante con la base plana y otro redondeado con la parte superior plana. Cada queso pesa entre tres y ocho kilos y medio. La corteza es, en general, impermeable y suave, y debe estar libre de moho. La pasta presenta una textura cerrada, con pocos ojos, y la consistencia es de firme a dura, fácil de cortar. Cuando ha madurado, es muy adecuada para rallar.
El Kanterkaas es un queso de sabor agradable, de ácido a fuerte, dependiendo del grado de curación. La pasta tiene un color marfil o amarillo, pudiendo llegar al amarillo verdoso. La corteza es natural o estar cubierta con un material amarillento o transparente.
El Kanternagelkaas (Kanterkaas con clavo) es un queso fragante, sazonado, agradable e igualmente de ácido a fuerte según la edad. El color es uniforme, en tono amarillo verdoso que puede ser más oscuro debido a los clavos que aparecen uniformemente distribuidos en el queso. La corteza, como en el kanterkaas, es natural o puede estar cubierta con un material amarillento o transparente.
Finalmente, el Kanterkomijnekaas (Kanterkaas con comino) resulta igualmente fragrante, sazonado, agradable, y con un sabor medio a fuerte, dependiendo del añejamiento. Puede comerse desde las cuatro semanas a un año. El color es uniforme, y va del marfil al amarillo o incluso amarillo verdoso. El comino se distribuye uniformemente en el queso.
- Datos: Q5957971
- Multimedia: Kanterkaas / Q5957971